# 1. Fussballclub Heidenheim 1846 2017-2018
Questa voce raccoglie le informazioni riguardanti lo  1. Fussballclub Heidenheim 1846  nelle competizioni ufficiali della stagione calcistica 2017-2018.

## Stagione
Nella stagione 2017-2018 l'Heidenheim, allenato da Frank Schmidt, concluse il campionato di 2. Bundesliga al 13º posto. In Coppa di Germania l'Heidenheim fu eliminato agli ottavi di finale dall'Eintracht Francoforte.

## Rosa
| N. |                     | Ruolo | Calciatore          |
| -- | ------------------- | ----- | ------------------- |
| 22 | Germania (bandiera) | P     | Vitus Eicher        |
| 39 | Germania (bandiera) | P     | Matthias Köbbing    |
| 1  | Germania (bandiera) | P     | Kevin Müller        |
| 33 | Germania (bandiera) | D     | Timo Beermann       |
| 2  | Germania (bandiera) | D     | Marnon-Thomas Busch |
| 28 | Germania (bandiera) | D     | Arne Feick          |
| 34 | Germania (bandiera) | D     | Ibrahim Hajtić      |
| 23 | Germania (bandiera) | D     | Kevin Kraus         |
| 20 | Germania (bandiera) | D     | Ronny Philp         |
| 4  | Germania (bandiera) | D     | Oliver Steurer      |
| 29 | Germania (bandiera) | D     | Robert Strauß       |
| 5  | Germania (bandiera) | D     | Mathias Wittek      |
| 36 | Germania (bandiera) | C     | Dave Gnaase         |
| 18 | Germania (bandiera) | C     | Sebastian Griesbeck |

| N. |                        | Ruolo | Calciatore           |
| -- | ---------------------- | ----- | -------------------- |
| 35 | Germania (bandiera)    | C     | Kevin Lankford       |
| 17 | Germania (bandiera)    | C     | Maurice Multhaup     |
| 27 | Germania (bandiera)    | C     | Kolja Pusch          |
| 7  | Germania (bandiera)    | C     | Marc Schnatterer     |
| 32 | Germania (bandiera)    | C     | Kevin Sessa          |
| 38 | Germania (bandiera)    | C     | Tim Skarke           |
| 30 | Germania (bandiera)    | C     | Norman Theuerkauf    |
| 21 | Germania (bandiera)    | C     | Maxi Thiel           |
| 26 | Germania (bandiera)    | C     | Marcel Titsch-Rivero |
| 10 | Austria (bandiera)     | A     | Nikola Dovedan       |
| 9  | Germania (bandiera)    | A     | Robert Glatzel       |
| 11 | Germania (bandiera)    | A     | Denis Thomalla       |
| 15 | Paesi Bassi (bandiera) | A     | John Verhoek         |
| 31 | Germania (bandiera)    | A     | Dominik Widemann     |

## Organigramma societario
Area tecnica
- Allenatore: Frank Schmidt
- Allenatore in seconda: Christian Gmünder, Dieter Jarosch, Bernhard Raab
- Preparatore dei portieri: Bernd Weng
- Preparatori atletici: Said Lakhal

## Risultati

### 2. Bundesliga

#### Girone di andata
| Arbitro: | Siebert |

|                              |           |  |
| Wittek 28’ (aut.) Boland 80’ | Marcatori |  |

| Arbitro: | Badstübner |

|                             |           |            |
| Thiel 22’ Titsch-Rivero 82’ | Marcatori | 31’ Soukou |

| Arbitro: | Osmers |

|             |           |                             |
| Glatzel 59’ | Marcatori | 61’ Stoppelkamp 66’ Tashchy |

| Arbitro: | Siewer |

|          |           |  |
| Flum 90’ | Marcatori |  |

| Arbitro: | Waschitzki |

|              |           |                                 |
| Widemann 86’ | Marcatori | 68’ Knoll 88’ Mees 90’ Grüttner |

| Arbitro: | Koslowski |

|           |           |                        |
| Kruse 13’ | Marcatori | 16’ Glatzel 73’ Wittek |

| Arbitro: | Alt |

|                          |           |                      |
| Dovedan 32’ Halloran 60’ | Marcatori | 35’ Sobiech 85’ Sulu |

| Arbitro: | Aarnink |

|            |           |           |
| Börner 78’ | Marcatori | 59’ Feick |

| Arbitro: | Badstübner |

|  |           |                       |
|  | Marcatori | 26’ Kreuzer 53’ Mlapa |

| Arbitro: | Zwayer |

|                               |           |                                                       |
| Schnatterer 9’, 52’ Busch 48’ | Marcatori | 40’, 43’ (rig.), 83’ Ducksch 53’ Drexler 81’ Kinsombi |

| Arbitro: | Siewer |

|                                         |           |  |
| Wahl 45’ Kittel 70’ Kutschke 79’ (rig.) | Marcatori |  |

| Arbitro: | Schröder |

|             |           |  |
| Glatzel 67’ | Marcatori |  |

| Arbitro: | Koslowski |

|                        |           |                                    |
| Hennings 78’ Raman 90’ | Marcatori | 83’ Verhoek 90’ (rig.) Schnatterer |

| Arbitro: | Aytekin |

|                                            |           |                                      |
| Feick 44’ Verhoek 61’, 74’ Schnatterer 66’ | Marcatori | 63’ (rig.) Polter 72’, 75’ Skrzybski |

| Arbitro: | Aarnink |

|              |           |                         |
| Knipping 29’ | Marcatori | 48’ Glatzel 73’ Verhoek |

| Arbitro: | Rohde |

|                                        |           |                              |
| Wittek 56’ Schnatterer 68’ (rig.), 90’ | Marcatori | 57’ Spalvis 80’ (aut.) Feick |

| Arbitro: | Sather |

|            |           |  |
| Magyar 29’ | Marcatori |  |

#### Girone di ritorno
| Arbitro: | Stegemann |

|           |           |             |
| Soukou 8’ | Marcatori | 90’ Verhoek |

| Arbitro: | Schlager |

|                        |           |  |
| Thomalla 48’ Pusch 83’ | Marcatori |  |

| Arbitro: | Heft |

|                                   |           |                                               |
| Wolze 27’ (rig.), 50’ Onuegbu 90’ | Marcatori | 14’ Thiel 33’ Schnatterer 42’ (aut.) Bomheuer |

| Arbitro: | Alt |

|                                    |           |               |
| Beermann 15’ Thiel 16’ Verhoek 48’ | Marcatori | 8’ Bouhaddouz |

| Arbitro: | Storks |

|                         |           |  |
| George 34’ Grüttner 90’ | Marcatori |  |

| Arbitro: | Kempter |

|             |           |  |
| Verhoek 23’ | Marcatori |  |

| Arbitro: | Thomsen |

|           |           |          |
| Jones 60’ | Marcatori | 7’ Kraus |

| Arbitro: | Sather |

|                           |           |                           |
| Schnatterer 30’ Thiel 62’ | Marcatori | 66’ Börner 90’ Voglsammer |

| Arbitro: | Waschitzki |

|                   |           |                            |
| Koné 5’, 11’, 83’ | Marcatori | 7’ Thiel 59’ (aut.) Seguin |

| Arbitro: | Günsch |

|                                   |           |             |
| Schindler 18’ (rig.) Kinsombi 39’ | Marcatori | 82’ Verhoek |

| Arbitro: | Thomsen |

|           |           |                        |
| Thiel 80’ | Marcatori | 62’ Cohen 67’ Leipertz |

| Arbitro: | Pfeifer |

|                                     |           |                         |
| Behrens 29’ Löwen 31’ Stefaniak 38’ | Marcatori | 28’ Verhoek 52’ Dovedan |

| Arbitro: | Dietz |

|                            |           |           |
| Dovedan 23’, 56’ Kraus 79’ | Marcatori | 51’ Usami |

| Arbitro: | Kempkes |

|             |           |             |
| Redondo 74’ | Marcatori | 58’ Dovedan |

| Arbitro: | Aarnink |

|                         |           |  |
| Dovedan 17’ Verhoek 37’ | Marcatori |  |

| Arbitro: | Thomsen |

|               |           |  |
| Andersson 68’ | Marcatori |  |

| Arbitro: | Osmers |

|            |           |           |
| Skarke 90’ | Marcatori | 51’ Green |

### Coppa di Germania
| Arbitro: | Gerach |

|  |           |                                         |
|  | Marcatori | 44’, 74’ Beermann 80’ Glatzel 86’ Pusch |

| Arbitro: | Dingert |

|                           |           |                                           |
| Nietfeld 45’ Grüttner 54’ | Marcatori | 30’, 50’ Thiel 33’, 82’ Glatzel 55’ Pusch |

| Arbitro: | Jablonski |

|                 |           |                           |
| Schnatterer 96’ | Marcatori | 95’ Gaćinović 109’ Haller |

## Statistiche

### Statistiche di squadra
| Competizione      | Punti | In casa | In casa | In casa | In casa | In casa | In casa | In trasferta | In trasferta | In trasferta | In trasferta | In trasferta | In trasferta | Totale | Totale | Totale | Totale | Totale | Totale | DR |
| Competizione      | Punti | G       | V       | N       | P       | Gf      | Gs      | G            | V            | N            | P            | Gf           | Gs           | G      | V      | N      | P      | Gf     | Gs     | DR |
| ----------------- | ----- | ------- | ------- | ------- | ------- | ------- | ------- | ------------ | ------------ | ------------ | ------------ | ------------ | ------------ | ------ | ------ | ------ | ------ | ------ | ------ | -- |
| 2. Bundesliga     | 42    | 17      | 9       | 3       | 5       | 32      | 27      | 17           | 2            | 6            | 9            | 18           | 29           | 34     | 11     | 9      | 14     | 50     | 56     | -6 |
| Coppa di Germania | -     | 1       | 0       | 0       | 1       | 1       | 2       | 2            | 2            | 0            | 0            | 9            | 2            | 3      | 2      | 0      | 1      | 10     | 4      | +6 |
| Totale            | -     | 18      | 9       | 3       | 6       | 33      | 29      | 19           | 4            | 6            | 9            | 27           | 31           | 37     | 13     | 9      | 15     | 60     | 60     | 0  |

### Andamento in campionato
| Giornata  | 1 | 2  | 3  | 4  | 5  | 6  | 7  | 8  | 9  | 10 | 11 | 12 | 13 | 14 | 15 | 16 | 17 | 18 | 19 | 20 | 21 | 22 | 23 | 24 | 25 | 26 | 27 | 28 | 29 | 30 | 31 | 32 | 33 | 34 |
| --------- | - | -- | -- | -- | -- | -- | -- | -- | -- | -- | -- | -- | -- | -- | -- | -- | -- | -- | -- | -- | -- | -- | -- | -- | -- | -- | -- | -- | -- | -- | -- | -- | -- | -- |
| Luogo     | T | C  | C  | T  | C  | T  | C  | T  | C  | C  | T  | C  | T  | C  | T  | C  | T  | T  | C  | T  | C  | T  | C  | T  | C  | T  | T  | C  | T  | C  | T  | C  | T  | C  |
| Risultato | P | V  | P  | P  | P  | V  | N  | N  | P  | P  | P  | V  | N  | V  | V  | V  | P  | N  | V  | N  | V  | P  | V  | N  | N  | P  | P  | P  | P  | V  | N  | V  | P  | N  |
| Posizione | 2 | 10 | 13 | 15 | 16 | 16 | 14 | 15 | 16 | 16 | 16 | 16 | 16 | 15 | 14 | 11 | 14 | 15 | 11 | 11 | 9  | 10 | 9  | 11 | 9  | 12 | 14 | 16 | 16 | 13 | 14 | 11 | 12 | 13 |

Legenda:

Luogo: C = Casa; T = Trasferta. Risultato: V = Vittoria; N = Pareggio; P = Sconfitta.

### Statistiche dei giocatori
| Giocatore        | 2. Bundesliga | 2. Bundesliga | 2. Bundesliga | 2. Bundesliga | Coppa di Germania | Coppa di Germania | Coppa di Germania | Coppa di Germania | Totale   | Totale | Totale      | Totale     |
| Giocatore        | Presenze      | Reti          | Ammonizioni   | Espulsioni    | Presenze          | Reti              | Ammonizioni       | Espulsioni        | Presenze | Reti   | Ammonizioni | Espulsioni |
| ---------------- | ------------- | ------------- | ------------- | ------------- | ----------------- | ----------------- | ----------------- | ----------------- | -------- | ------ | ----------- | ---------- |
| V. Eicher        | 3             | 0             | 0             | 0             | -                 | -                 | -                 | -                 | 3        | 0      | 0           | 0          |
| M. Köbbing       | -             | -             | -             | -             | -                 | -                 | -                 | -                 | -        | -      | -           | -          |
| K. Müller        | 31            | 0             | 1             | 0             | 3                 | 0                 | 0                 | 0                 | 34       | 0      | 1           | 0          |
| T. Beermann      | 21            | 1             | 1             | 0             | 3                 | 2                 | 0                 | 0                 | 24       | 3      | 1           | 0          |
| M. Busch         | 10            | 1             | 1             | 0             | 2                 | 0                 | 0                 | 0                 | 12       | 1      | 1           | 0          |
| A. Feick         | 29            | 2             | 5             | 0             | 2                 | 0                 | 1                 | 0                 | 31       | 2      | 6           | 0          |
| I. Hajtić        | 1             | 0             | 0             | 0             | -                 | -                 | -                 | -                 | 1        | 0      | 0           | 0          |
| K. Kraus         | 21            | 2             | 2             | 1             | 1                 | 0                 | 0                 | 0                 | 22       | 2      | 2           | 1          |
| R. Philp         | 5             | 0             | 1             | 0             | 1                 | 0                 | 0                 | 0                 | 6        | 0      | 1           | 0          |
| O. Steurer       | 5             | 0             | 0             | 0             | -                 | -                 | -                 | -                 | 5        | 0      | 0           | 0          |
| R. Strauß        | 22            | 0             | 4             | 0             | 2                 | 0                 | 0                 | 0                 | 24       | 0      | 4           | 0          |
| M. Wittek        | 24            | 2             | 10            | 1             | 2                 | 0                 | 1                 | 0                 | 26       | 2      | 11          | 1          |
| D. Gnaase        | -             | -             | -             | -             | -                 | -                 | -                 | -                 | -        | -      | -           | -          |
| S. Griesbeck     | 28            | 0             | 9             | 0             | 3                 | 0                 | 0                 | 0                 | 31       | 0      | 9           | 0          |
| K. Lankford      | 14            | 0             | 1             | 0             | 1                 | 0                 | 0                 | 0                 | 15       | 0      | 1           | 0          |
| M. Multhaup      | -             | -             | -             | -             | -                 | -                 | -                 | -                 | -        | -      | -           | -          |
| K. Pusch         | 18            | 1             | 5             | 0             | 2                 | 2                 | 0                 | 1                 | 20       | 3      | 5           | 1          |
| M. Schnatterer   | 32            | 8             | 3             | 0             | 3                 | 1                 | 0                 | 0                 | 35       | 9      | 3           | 0          |
| K. Sessa         | 2             | 0             | 0             | 0             | -                 | -                 | -                 | -                 | 2        | 0      | 0           | 0          |
| T. Skarke        | 13            | 1             | 2             | 0             | 2                 | 0                 | 0                 | 0                 | 15       | 1      | 2           | 0          |
| N. Theuerkauf    | 26            | 0             | 3             | 0             | 3                 | 0                 | 0                 | 0                 | 29       | 0      | 3           | 0          |
| M. Thiel         | 28            | 6             | 5             | 0             | 1                 | 2                 | 0                 | 0                 | 29       | 8      | 5           | 0          |
| M. Titsch-Rivero | 30            | 1             | 9             | 0             | 3                 | 0                 | 0                 | 0                 | 33       | 1      | 9           | 0          |
| N. Dovedan       | 29            | 6             | 4             | 0             | 2                 | 0                 | 1                 | 0                 | 31       | 6      | 5           | 0          |
| R. Glatzel       | 29            | 4             | 3             | 0             | 3                 | 3                 | 0                 | 0                 | 32       | 7      | 3           | 0          |
| D. Thomalla      | 17            | 1             | 1             | 0             | 1                 | 0                 | 0                 | 0                 | 18       | 1      | 1           | 0          |
| J. Verhoek       | 27            | 10            | 3             | 0             | 2                 | 0                 | 1                 | 0                 | 29       | 10     | 4           | 0          |
| D. Widemann      | 2             | 1             | 0             | 0             | -                 | -                 | -                 | -                 | 2        | 1      | 0           | 0          |
| B. Halloran      | 9             | 1             | 1             | 0             | 1                 | 0                 | 0                 | 0                 | 10       | 1      | 1           | 0          |